# Matrimonio Gipsy
Matrimonio Gipsy è un singolo del cantante italiano Carl Brave, pubblicato il 2 luglio 2021 come primo estratto dal secondo EP di Carl Brave Sotto cassa.

## Descrizione
Il singolo ha visto la collaborazione della rapper Myss Keta e del rapper Speranza. Carl Brave parla così del brano:

## Tracce
1. Matrimonio Gipsy – 3:02